# Portbou (stacja kolejowa)
Portbou – stacja kolejowa w Portbou w północnej Katalonia w Hiszpanii. Posiada ważne znaczenie w ruchu pasażerskim i towarowym ze względu iż jest ostatnią stacją na terenie Hiszpanii położoną przy granicy z Francją. Znajdują się tu dwa typy torów: o szerokim, iberyjskim rozstawie - 1668 mm oraz o standardowym 1435 mm. Kursują stąd zarówno pociągi hiszpańskiego przewoźnika Renfe jak i regionalne francuskie spółki TER do miejscowości Cerbère.